# Domenico Bissone

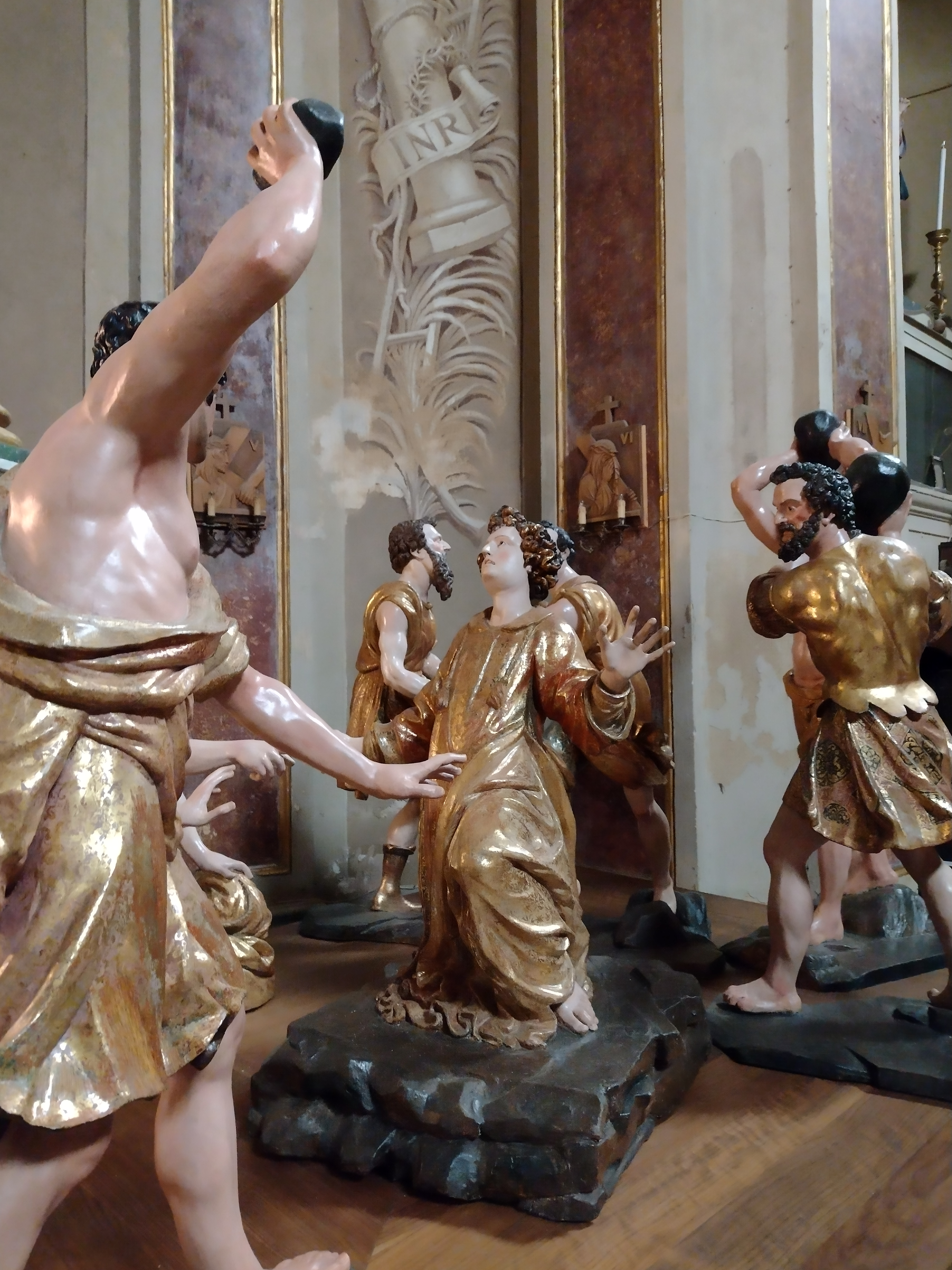
Lapidazione di Santo Stefano, Oratorio di Nostra Signora Assunta, Campo Ligure.

Gian Domenico Bissone, meglio conosciuto come Domenico Bissone e soprannominato il Veneziano (Bissone, ... – 1639), è stato uno scultore italiano.

## Biografia
Nasce a Bissone, sul lago di Lugano, da Francesco Gaggini intorno alla metà del XV secolo. Dopo un soggiorno formativo a Venezia, da cui prese il soprannome il Veneziano e che ne influenzò lo stile, alla fine del XV secolo era già residente a Genova, ove era conosciuto come Domenico da Bissone.
Nel capoluogo ligure Bissone ottenne numerose committenze dalle chiese locali, come la demolita chiesa di San Domenico, sue opere sono conservate in vari istituti religiosi, come l'oratorio di San Giacomo della Marina e l'oratorio di Sant'Antonio Abate. Nella sua bottega fece da maestro a vari discepoli, tra cui il figlio Giambattista e Marcantanio Poggio. Si distinse anche per la produzione degli artistici crocifissi per le processioni delle Casacce, come quella conservata nell'oratorio di Nostra Signora Assunta di Campo Ligure, ceduta all'istituto religioso dalla casaccia della chiesa di Santo Stefano di Borzoli nel 1850.
É morto a Genova nel 1639 e seppellito nella basilica della Santissima Annunziata del Vastato.

## Opere
- Lapidazione di Santo Stefano, 1615-1620, legno, Oratorio di Nostra Signora Assunta, Campo Ligure[2][3]
- Il moro, legno, Oratorio di San Giacomo della Marina, Genova[1]
- Il Cristo moro, legno, Oratorio di Sant'Antonio Abate, Genova[1]